# Anolis meridionalis
Anolis meridionalis (південний аноліс) — вид ігуаноподібних ящірок родини анолісових (Dactyloidae). Мешкає в Південній Америці.

## Поширення і екологія
Південні аноліси мешкають на сході Болівії і Парагваю та на південному заході Бразилії. Вони живуть у вологих і сухих тропічних лісах, в саванах серрадо, Ведуть наземний спосіб життя, трапляються в норах броненосців і в термітниках.